# Гейнсборо Триніті
ФК «Гейнсборо Триніті» (англ. Gainsborough Trinity Football Club) — англійський футбольний клуб з міста Гейнсборо, заснований у 1873 році. Виступає в Національній лізі Півночі. Домашні матчі приймає на стадіоні «Нортголм», потужністю 4 340 глядачів.